# (767) Bondia

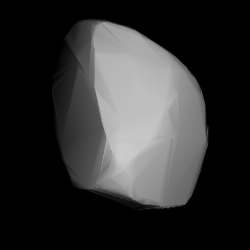
Modèle de (767) Bondia.

(767) Bondia est un astéroïde de la ceinture principale.

## Caractéristiques
Il a été découvert le 23 septembre 1913 par l'astronome américain Joel Metcalf depuis Winchester (Massachusetts). Sa désignation provisoire était 1913 SX.
Le nom Bondia fait référence à William Cranch Bond et son fils George Phillips Bond, astronomes américains.
Les calculs d'après les observations de l'IRAS lui accordent un diamètre d'environ 42 kilomètres.